# 国鉄ワラ1形貨車
国鉄ワラ1形貨車（こくてつワラ1がたかしゃ）は、日本国有鉄道（国鉄）が1962年（昭和37年）から製作した 17 t 積の貨車（有蓋車）である。

## 概要
1960年代に、次第に増加していた鉄道貨物輸送に対応するために開発され、汎用の二軸有蓋車ワム60000形の設計を基に、車体を二軸車の最大限度まで大型化した車両である。1966年（昭和41年）までに17,367両（ワラ1, ワラ2, ワラ100 - ワラ17464）が製作された。二軸の汎用有蓋車で従来比 2 t の増積を可能とし、広汎に使用され貨物列車の輸送力向上に寄与した。
製造会社と車番の関係は次のとおりである。（必ずしも、車番の順序どおりに製作されたわけではない）
- 川崎車輛 196両 （ワラ100 - ワラ295）
- 日本車輌製造 100両 （ワラ296 - ワラ395）
- 新三菱重工業 20両 （ワラ396 - ワラ415）
- 舞鶴重工業 80両 （ワラ416 - ワラ495）
- 川崎車輛 700両 （ワラ496 - ワラ1195）
- 日本車輌製造 700両 （ワラ1196 - ワラ1895）
- 新三菱重工業 600両 （ワラ1896 - ワラ2495）
- 汽車製造 300両 （ワラ2496 - ワラ2795）
- 川崎車輛 600両 （ワラ2796 - ワラ3395）
- 日本車輌製造 300両 （ワラ3396 - ワラ3695）

- 川崎車輛 450両 （ワラ6337 - ワラ6786）
- 日本車輌製造 550両 （ワラ6787 - ワラ7336）
- 新三菱重工業 320両 （ワラ7337 - ワラ7656）
- 舞鶴重工業 130両 （ワラ7657 - ワラ7786）
- 日立製作所 643両 （ワラ7787 - ワラ8429）
- 若松車輛 110両 （ワラ8427 - ワラ8536）
- 川崎車輛 500両 （ワラ8537 - ワラ9036）
- 日本車輌製造 650両 （ワラ9037 - ワラ9686）
- 日立製作所 852両 （ワラ9687 - ワラ10538）
- 汽車製造 150両 （ワラ10539 - ワラ10688）
- 若松車輛 136両 （ワラ10689 - ワラ10824）

- 川崎車輛 600両 （ワラ15565 - ワラ16164）
- 日本車輌製造 650両 （ワラ16165 - ワラ16814）
- 舞鶴重工業 100両 （ワラ16815 - ワラ16914）
- 日立製作所 450両 （ワラ16915 - ワラ17364）
- 若松車輛 100両 （ワラ17365 - ワラ17464）

1984年2月1日国鉄ダイヤ改正の貨物輸送体系転換で汎用的な運用が停止され、用途を限って使用された一部の車両も1987年（昭和62年）の国鉄分割民営化までに除籍されている。

## 仕様・構造
車体の基本構造はワム60000形を踏襲したもので、外部構造は全溶接の鋼製車体である。車体各部の寸法は二軸車の限界まで拡大され、ワム60000形に比し最大長 190 mm 増 (8,040 mm) 最大幅 101 mm 増 (2,840 mm) 最大高 70 mm 増 (3,770 mm) として設計された。床面積は 1.3 m2 増の 17.2 m2、内容積は 5.1 m3 増の 43.2 m3 である。
増積を可能とするため各部の軽量化を図り、床板は従来の 50 mm 厚木板を 4.5 mm 厚の鋼板に、室内の内張りは 20 mm 厚の木板から 8 mm 厚の合板 に変更している。自重はワム60000形の 9.7 t から 9.0 t に軽減された。
台枠はワム60000形の基本構造を踏襲したもので、軸距を 230 mm 拡大した 4,130 mm として走行安定性を確保している。軸受は平軸受、軸ばね（重ね板ばね）の支持機構は2段リンク式である。連結器の緩衝装置は従来の輪ばねからゴム緩衝器に変更された。
ブレーキ装置は、補助空気溜 ならびに ブレーキシリンダと制御弁（K 三動弁）とを一体化した KC 形自動空気ブレーキで、国鉄貨車が汎用的に搭載するものである。留置ブレーキは片側の側面に足踏み式のブレーキテコを設ける。最高速度は 75 km/h である。

## 同形車
国鉄在籍車以外にも、同一設計の車両を製作し運用した事例があった。

### 東武鉄道ワラ1形
東武鉄道ではワラ1形の形式を付与した同一設計の車両を1964年（昭和39年）から1966年（昭和41年）にかけて富士重工業にて120両（ワラ1 - ワラ120）製作し、国鉄との直通運用認可を得て各方面に運用した。外観上、社紋の表示があり、車両番号直下に2本の白線を表示する点が国鉄在籍車と異なる。

### 越後交通ワラ1形
越後交通ではワラ1形の形式を付与した同一設計の車両を5両（ワラ1 - ワラ5）製作し、国鉄との直通運用認可を得て各方面に運用した。

## 運用の変遷

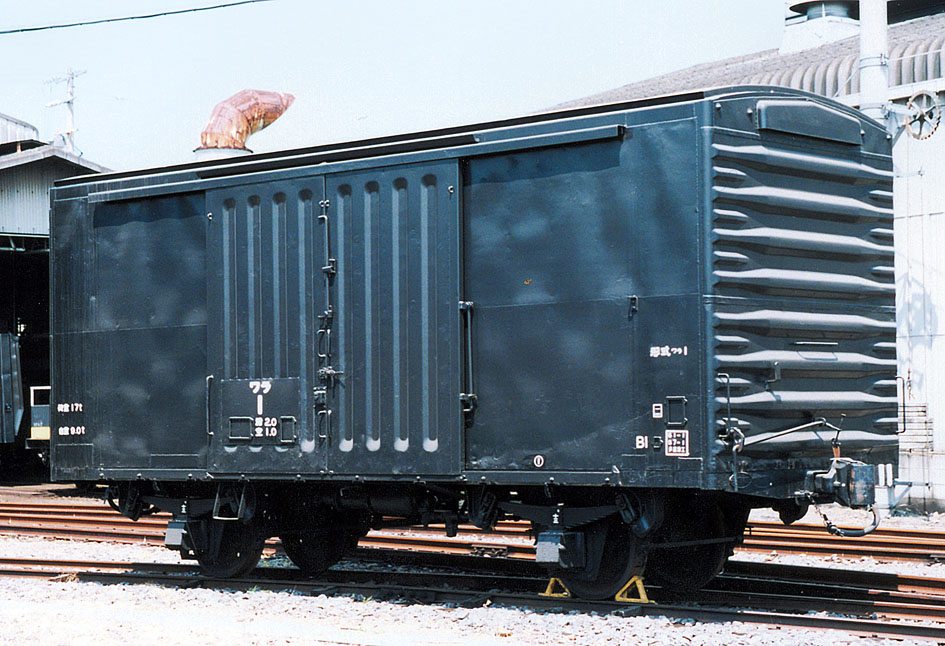
ワラ1（多度津工場にて）

1962年（昭和37年）12月 に試作車2両（ワラ1, ワラ2）が製作され、翌1963年（昭和38年）から量産車（ワラ100 - ）の製作が開始された。以後、国鉄全線で汎用的に使用された。
ただし、積み下ろし方法は旧来の貨車そのままのため、積荷が多い分1両あたりの作業員の負担が旧来より大きい問題があり、昭和51年から52年にかけて荷役作業をしていた松本正司の証言によると「ワム80000＜ワム60000・ワム70000＜ワム90000＜ワラ1」の順で積み下ろし作業が大変になっていったという。
1963年には、ワラ1形貨車の競合脱線が鶴見事故の引き金となり、他の二軸車も含め走行時の特性が不安視されるようになったがその後も運用は続けられた。
1967年からは、狩勝実験線で鶴見事故を踏まえた脱線実験が行われるようになり、ワラ1形貨車も実験走行に加えられている。
国鉄末期、貨物列車の輸送体系を改組し、「ヤード集結形輸送」から「拠点間直行方式」への転換が企図された。この方針は1984年（昭和59年）2月1日国鉄ダイヤ改正で実施に移され、大量の不要車両が発生することから、本形式はワム60000形・ワム70000形・トラ55000形などの形式とともに使用停止の措置が採られた。本形式は他の余剰車両とともに、機能を停止した操車場などの構内に留置の後、逐次除籍処分がなされた。大半は解体処分されたが、一部の車両は倉庫などへの活用を想定して売却が実施された。その後一時的な汎用貨物の輸送需要に対応するため一部で使用が再開され、常備駅を定めたうえで特定の運用に充てられたが、当該運用は短期間で終了し、1987年（昭和62年）のJR移行までに全車が廃車された。
試作車のワラ1が四国旅客鉄道多度津工場で長年にわたって保存されていたが、その後群馬県吾妻郡中之条町に寄贈され、2023年11月から吾妻線の太子駅跡に移設されている。